# Problemorientierter Physikunterricht
Der Problemorientierte Physikunterricht ist eine der methodischen Formen zur Gestaltung des Physikunterrichts. Sein Verfahren orientiert sich dabei zum einen daran, wie die Physik als Wissenschaft arbeitet, zum anderen, wie sich dies im Unterricht gestalten lässt. Die Probleme, die im problemorientierten Physikunterricht bearbeitet werden, können dabei der Physik entlehnt werden. Die Aufgabe des Unterrichts ist es, diese Probleme lernfördernd zu entfalten.
Eine Hauptaufgabe der Physik ist es, physikalische Sachverhalte zu erklären. Entsprechend sind die typischen physikalischen Probleme solche, die Erklärungen physikalischer Sachverhalte fordern. Für den problemorientierten Physikunterricht hieße das, zu lehren, wie in der Physik physikalische Sachverhalte erklärt werden. So verstanden, orientiert sich der problemorientierte Physikunterricht nicht an lebensweltlichen Problemen der Schüler, sondern primär an wissenschaftlichen Erklärungsaufgaben. Ob der problemorientierte Physikunterricht sich eher an lebensweltlichen kontextuellen Problemen oder an Problemen der Fachwissenschaft Physik orientieren soll, steht in der Physikdidaktik zur Diskussion.

## Ablauf
Der Ablauf gestaltet sich dabei in der Regel wie folgt:
1. Bestimmung des zu erklärenden Sachverhalts und seine experimentelle oder symbolische Demonstration
2. Analyse des Problems
3. Formulierung der Problemfrage
4. Rückgriff auf vorhandenes Wissen
5. Erarbeitung neuen Wissens
6. Entwicklung und Erprobung der Problemlösung
7. Anwendung der Lösung auf andere Sachverhalte.

Eine typische Erklärung in der Physik erfolgt mit Hilfe quantitativer Gesetze. Ein physikalisches Problem, wie es auch oft leitend für den Physikunterricht ist, ist dann die (induktive) Erarbeitung solcher Gesetze. Ein möglicher Ablauf dieses Unterrichts ist nachfolgend dargestellt und bezieht sich unter anderem auf die Erkenntnisgewinnung durch den Einsatz von naturwissenschaftsdidaktischen Experimenten:
1. Bestimmung des zu erklärenden Sachverhalts und seine experimentelle oder symbolische Demonstration
2. Analyse des Problems
3. Formulierung der Problemfrage
4. Hypothesenbildung, Planung eines Experiments
5. Durchführung des geplanten Experiments und Überprüfung der Hypothesen
6. Auswertung der Messergebnisse, Entwicklung des allgemeinen Gesetzes, Überprüfung des Gesetzes
7. Anwendung des Gesetzes auf andere Fälle.

## Die Problemfrage
Der Formulierung der Problemfrage kommt in diesem Ablauf eine große Bedeutung zu. Sie entscheidet darüber, ob sich das Problem im Physikunterricht lernfördernd entfalten kann und gelöst werden kann. Die Problemfrage muss unterschiedlichsten didaktischen Kriterien genügen. So muss sie sinnvoll, klar, eindeutig und präzise sein, sie muss für die Schüler motivierend sein, muss innerhalb einer gegebenen Zeit knapp beantwortbar sein. Häufig wird sogar gefordert, dass sie sich den Schülern selbst stellen soll und nicht vom Lehrer vorzugeben ist.